# Кохово
Кохово (пол. Kochowo) — село в Польщі, у гміні Слупца Слупецького повіту Великопольського воєводства.
Населення — 110 осіб (2011).
У 1975-1998 роках село належало до Конінського воєводства.

## Демографія
Демографічна структура станом на 31 березня 2011 року:
|          | Загалом | Допрацездатний вік | Працездатний вік | Постпрацездатний вік |
| -------- | ------- | ------------------ | ---------------- | -------------------- |
| Чоловіки | 51      | 11                 | 38               | 2                    |
| Жінки    | 59      | 12                 | 35               | 12                   |
| Разом    | 110     | 23                 | 73               | 14                   |